# Ursula Koch (Autorin)
Ursula Koch (* 12. April 1944 in Gunzenhausen) ist eine deutsche Schriftstellerin.

## Leben
Sie studierte Germanistik und Geschichte und war u. a. drei Jahre als Entwicklungshelferin in Burkina Faso/Westafrika tätig. Nach ihrer Rückkehr blieb sie der Entwicklungshilfe eng verbunden. Gemeinsam mit ihrem Mann ist sie in der kirchlichen Entwicklungshilfe engagiert und unterstützt Projekte für in Not geratene Frauen. Ihre in mehrere Sprachen übersetzten Romane und Biografien mit historischer und biblischer Thematik handeln oftmals von Frauen, die in einer von Männern dominierten Welt ihren Weg suchen.
Ursula Koch lebt heute in Berlin.

## Schriften (Auswahl)
- Sahel heisst Ufer. Leben am Rande der Wüste. Brunnen-Verlag, Gießen 1985, ISBN 3-7655-3235-5.
- Hiob, mein Bruder. Begegnungen mit Tilman Riemenschneider, Janusz Korczak, Katharina von Henot und anderen. Brunnen-Verlag, Gießen 1990, ISBN 3-7655-2594-4.
- Rosen im Schnee. Katharina Luther, geborene von Bora. Eine Frau wagt ihr Leben. Brunnen-Verlag, Gießen 1995, ISBN 3-7655-1591-4.
- Elisabeth von Thüringen. Die Kraft der Liebe. Biographischer Roman. Brunnen-Verlag, Gießen 1998, ISBN 3-7655-1625-2.
- Nur ein Leuchten dann und wann. Annette von Droste-Hülshoff. Biographischer Roman. Brunnen-Verlag, Gießen 2001, ISBN 3-7655-1685-6.
- Edith Stein. Eine kleine, einfache Wahrheit sagen. Biografischer Roman. Brunnen-Verlag, Gießen 2005, ISBN 3-7655-1895-6.
- Die Meisterin vom Rupertsberg. Hildegard von Bingen – eine Botin der Liebe. Historischer Roman. Brunnen-Verlag, Gießen 2009, ISBN 978-3-7655-1712-9.
- Die gelebte Botschaft. Frauen der Reformation. Agentur des Rauhen Hauses Hamburg, Norderstedt 2010, ISBN 978-3-7600-1532-3.
- Der Alltagsengel. Kleine Erzählungen. Brunnen-Verlag, Gießen 2010, ISBN 978-3-7655-1717-4.
- Verspottet, geachtet, geliebt – die Frauen der Reformatoren. Geschichten von Mut, Anfechtung und Beharrlichkeit. Neukirchener Aussaat, Neukirchen-Vluyn 2015, ISBN 978-3-7615-6214-7.
- Dein Vater ist im Krieg. Brave Töchter, fromme Mütter – die Geschichte einer Berliner Familie. Aufgezeichnet nach Originaldokumenten aus den Jahren 1916-1955. Westkreuz-Verlag, Berlin 2016, ISBN 978-3-944836-32-4.
- Berlin, Berlin. Von meinem Balkon aus gesehen Brunnen-Verlag, Gießen 2017, ISBN 978-3-7655-0974-2.
- Wie eine Lilie unter Dornen: Begegnungen mit starken Frauen der Bibel. Neukirchener Verlag, Neukirchen-Vluyn 2015, ISBN 978-3-7615-6518-6.

## Auszeichnungen
2006 erhielt sie den Kulturförderpreis der Stadt Spenge.